# Stenocercus lache
Stenocercus lache är en ödleart som beskrevs av  Corredor 1983. Stenocercus lache ingår i släktet Stenocercus och familjen Tropiduridae. Inga underarter finns listade i Catalogue of Life.